# Huttonsville (Virginia Occidental)
Huttonsville es un pueblo ubicado en el condado de Randolph en el estado estadounidense de Virginia Occidental. En el Censo de 2010 tenía una población de 221 habitantes y una densidad poblacional de 281,61 personas por km².

## Geografía
Huttonsville se encuentra ubicado en las coordenadas 38°42′50″N 79°58′36″O / 38.71389, -79.97667. Según la Oficina del Censo de los Estados Unidos, Huttonsville tiene una superficie total de 0.78 km², de la cual 0.78 km² corresponden a tierra firme y (0%) 0 km² es agua.

## Demografía
Según el censo de 2010, había 221 personas residiendo en Huttonsville. La densidad de población era de 281,61 hab./km². De los 221 habitantes, Huttonsville estaba compuesto por el 99.55% blancos, el 0% eran afroamericanos, el 0% eran amerindios, el 0% eran asiáticos, el 0% eran isleños del Pacífico, el 0% eran de otras razas y el 0.45% pertenecían a dos o más razas. Del total de la población el 2.26% eran hispanos o latinos de cualquier raza.